# Bechtheim
Bechtheim település Németországban, Rajna-vidék-Pfalz tartományban. Lakosainak száma 1821 fő (2023. december 31.).

## Népesség
A település népességének változása:
| Lakosok száma | 1734 | 1790 | 1751 | 1769 | 1804 | 1821 |
|               | 1975 | 2017 | 2019 | 2021 | 2022 | 2023 |